# 7032 Hitchcock
7032 Hitchcock è un asteroide della fascia principale. Scoperto nel 1994, presenta un'orbita caratterizzata da un semiasse maggiore pari a 2,2889495 UA e da un'eccentricità di 0,0924650, inclinata di 3,29477° rispetto all'eclittica.